# Landkreis Torgau-Oschatz
Landkreis Torgau-Oschatz var tillsammans med Landkreis Delitzsch den nordligaste Landkreisen i Sachsen, Tyskland, med Torgau som huvudort. Sedan en reform 2008 är den upplöst och ingår numera i Landkreis Nordsachsen.